# Сан-Жорже-да-Бейра
Сан-Жорже-да-Бейра (порт. São Jorge da Beira; МФА: [ˈsɐ̃w ˈʒoɾ.ʒɨ dɐ ˈbɐj.ɾɐ]) — парафія в Португалії, у муніципалітеті Ковілян. Розташована в східній частині країни, на теренах історичної португальської провінції Бейра. Входить до складу округу Каштелу-Бранку. За адміністративним поділом, чинним до 1976 року, терени парафії були складовою провінції Нижня Бейра. Належить до Порталегрівсько-Каштелу-Бранківської діоцезії Католицької церкви. Патрон — святий Георгій. Площа — 23,0508 км². Населення — 633 ос. (2011). Слабо урбанізований регіон. Густота населення — 27,46 осіб/км²
. Код — 050318.

## Населення
| Кількість мешканців | Кількість мешканців | Кількість мешканців | Кількість мешканців | Кількість мешканців | Кількість мешканців | Кількість мешканців | Кількість мешканців | Кількість мешканців | Кількість мешканців | Кількість мешканців | Кількість мешканців | Кількість мешканців | Кількість мешканців | Кількість мешканців |
| ------------------- | ------------------- | ------------------- | ------------------- | ------------------- | ------------------- | ------------------- | ------------------- | ------------------- | ------------------- | ------------------- | ------------------- | ------------------- | ------------------- | ------------------- |
| 1864                | 1878                | 1890                | 1900                | 1911                | 1920                | 1930                | 1940                | 1950                | 1960                | 1970                | 1981                | 1991                | 2001                | 2011                |
| 463                 | 561                 | 664                 | 788                 | 1 276               | 1 203               | 1 224               | 3 253               | 3 422               | 3 306               | 1 718               | 1 572               | 1 063               | 694                 | 633                 |